# شبه معين

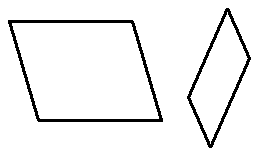
شكلين لشبه معين.

في الهندسة الرياضية، شبه المعين هو متوازي أضلاع فيه الأضلاع المتجاورة ذات طول غير متساوي والزوايا غير قائمة.
شبه المعين الذي تكون أضلاعه متساوية يسمى معين.
إذا كانت زوايا شبه المعين قائمة، يصبح مستطيل.

## وصلات خارجية
- Weisstein, Eric W. "شبه المعين". MathWorld.